# Waśniewo-Gwoździe
Waśniewo-Gwoździe – wieś w Polsce położona w województwie warmińsko-mazurskim, w powiecie nidzickim, w gminie Janowiec Kościelny.
W latach 1975–1998 miejscowość administracyjnie należała do województwa olsztyńskiego.
Gniazdo rodowe Waśniewskich herbu Bończa. 17 lutego 1810 r. dziedzicem wsi został Jan Waśniewski. Dobra ziemskie Waśniewo-Gwoździe z częścią Waśniewa-Grabowa nabył drogą kupna od Franciszka Waśniewskiego.